# 紫斑牡丹
紫斑牡丹（學名：Paeonia rockii）为芍药科芍药属下的一个种，花瓣内面基部具深紫色斑块，是一種觀賞性的植物。
此花的叶为二至三回羽状复叶，花大，花瓣为白色。主要分布于中国四川北部、甘肃南部、陕西南部（太白山区）；在甘肃、青海等地有栽培。为中国国家三级保护植物。

## 扩展阅读
- 維基物種上的相關：紫斑牡丹